# شلال فوروتان (أرمينيا)

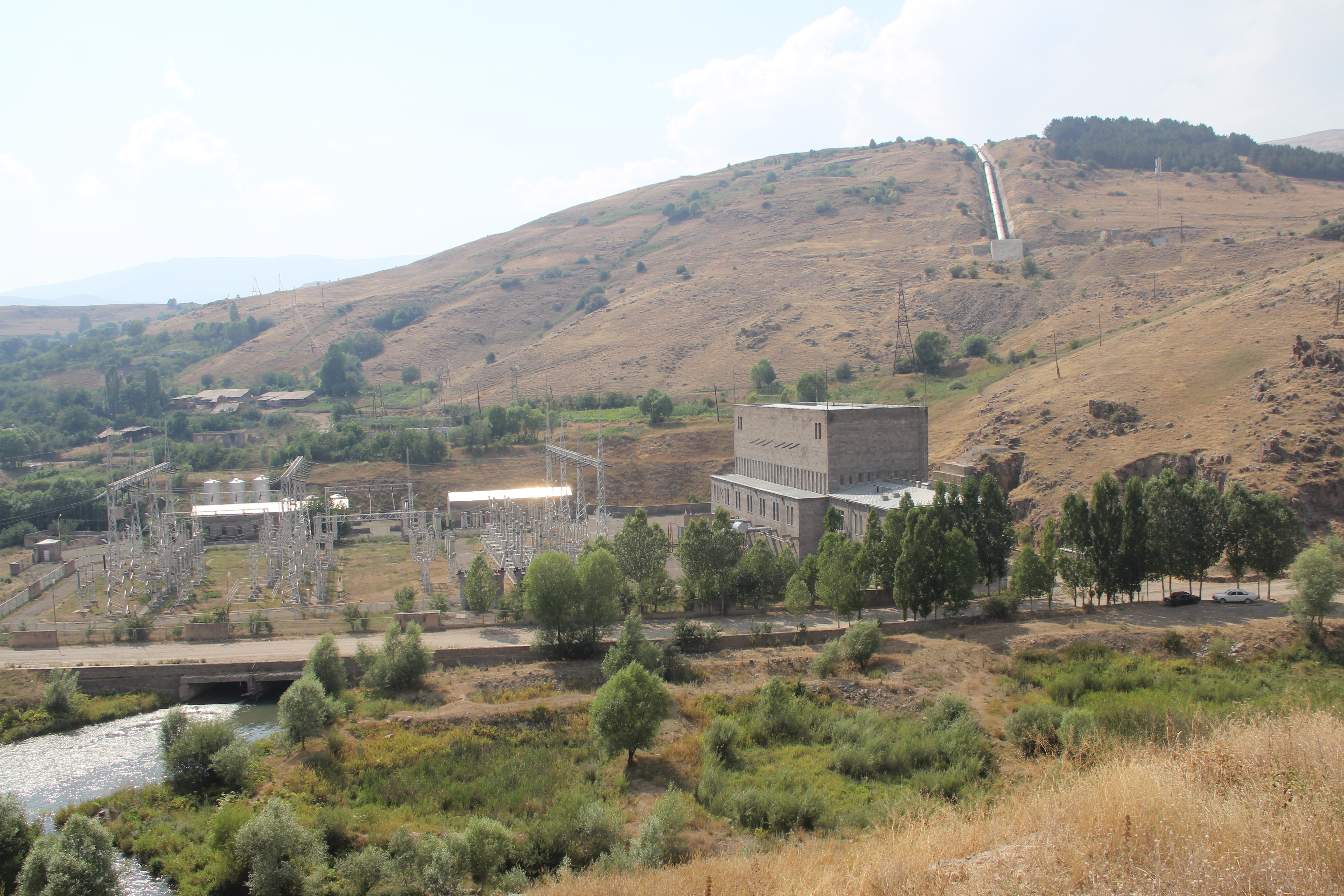
شلال فوروتان

شلال فوروتان، أو شلال كونتور جلوبال هيدرو، هو شلال على نهر فوروتان في مقاطعة سيونيك، أرمينيا. تم بناؤه لإنتاج الطاقة الكهرومائية وتوفير مياه الري. يتكون شلال فوروتان من ثلاث محطات للطاقة الكهرومائية وخمسة خزانات بقدرة إجمالية مثبتة تبلغ 404.2 ميجاوات. وهي واحدة من مجمعات توليد الكهرباء الرئيسية في أرمينيا.